# 查卡布科縣 (聖路易省)

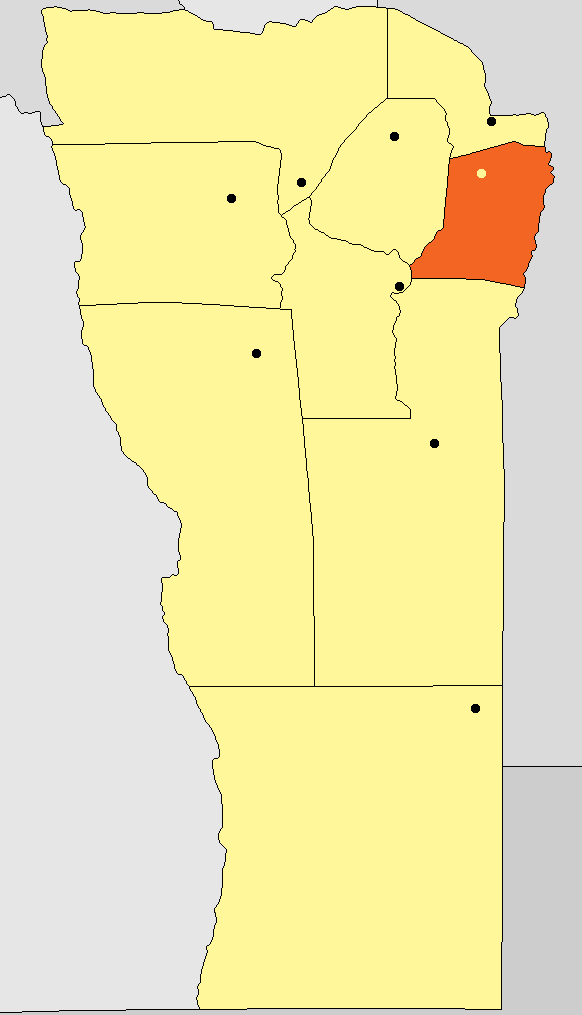

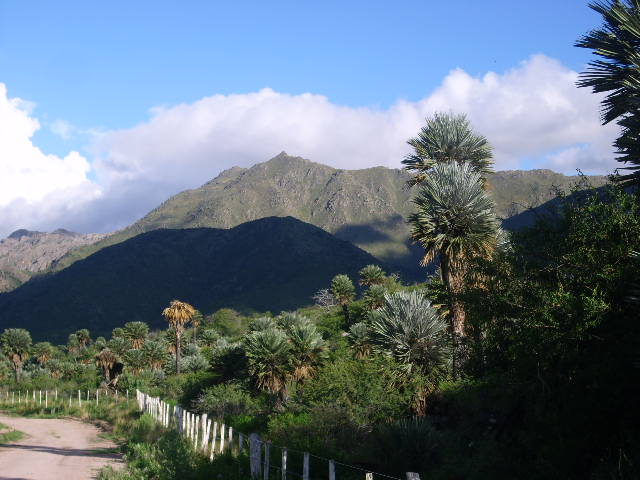

查卡布科縣（西班牙語：Departamento Chacabuco），是阿根廷的縣份，位於該國中北部聖路易省，首府設於孔卡蘭，東面是科爾多瓦省，面積2,651平方公里，2010年人口20,744，人口密度每平方公里7.8人。